# Uperoleia daviesae
Espèce
Statut de conservation UICN

 DD  : Données insuffisantes
Uperoleia daviesae est une espèce d'amphibiens de la famille des Myobatrachidae.

## Répartition
Cette espèce est endémique du Nord du Territoire du Nord en Australie,.

## Étymologie
Cette espèce est nommée en l'honneur de Margaret M. Davies.

## Publication originale
- Young, Tyler et Kent, 2005 : Diminutive New Species of Uperoleia Grey (Anura: Myobatrachidae) from the Vicinity of Darwin, Northern Territory, Australia. Journal of Herpetology, vol. 39, no 4, p. 603-609 (texte intégral).